# Leon IV Chazar
Leon IV Chazar (ur. 25 stycznia 750, zm. 8 września 780) – cesarz bizantyjski w latach 775–780.
Jedyny syn Konstantyna V i jego pierwszej żony – Tzitzak (Ireny z Chazarów). Jego matka była córką Bihara, władcy Chazarów. Leon został współcesarzem już w 751 podczas rządów jego ojca, a po śmierci ojca został jedynym władcą. Podczas swoich krótkich rządów, Leon walczył z Al-Mahdim, kalifem abbasydzkim. W 776 i 778 wysłał wojska pod dowództwem Michała Lachanodrakona do Syrii, jednak za każdym razem zostały one pokonane.
Leon był pod ogromnym wpływem swojej żony – Atenki Ireny, którą poślubił w 769. Miał z nią swojego jedynego syna:
- Konstantyna VI, kolejnego cesarza.

Leon prowadził zupełnie inną politykę niż jego ojciec. Zaniechał podboju Bułgarii, co było dużym błędem. Ruch ikonoklastyczny za jego panowania poważnie osłabł. Mnisi przestali być prześladowani, a nawet cesarz powierzał im ważne decyzje. Było to spowodowane wpływem Ireny na Leona. On sam rzekomo z woli ludu koronował swego syna Konstantyna na współcesarza 24 kwietnia 776 roku. Przeciwstawili się temu bracia cesarza. Jeden z nich, cezar Nicefor, zawiązał spisek mający na celu odsunięcie Leona i jego syna od rządów. Leon wykrył spisek i zesłał brata na Krym oraz ukarał jego popleczników. Zmarł po krótkim panowaniu 8 września 780 roku. Przyczyną śmierci była anemia.